# Китайське національне космічне управління
Китайське державне космічне управління (CNSA) (кит. 国家航天局 - Guó Jiā Háng Tiān Jú, дослівно "Національне бюро астронавтики") - державне космічне агентство Китайської Народної Республіки відповідальне за національну космічну програму.

## Історія
Управління було засновано в 1993 році, коли Міністерство аерокосмічної промисловості Китаю було розділено на CNSA і Китайську космічну корпорацію (CASC). Давніше агентство було відповідальне за політику, а нове - за виконання. Ця домовленість виявилась незадовільною, оскільки обидва агентства розділяли персонал та управління.
В ході повної реконструкції в 1998 році CASC був роздроблений на велику кількість малих державних компаній.
У 2024 році Китай оголосив, що здійснить 100 космічних місій, що значно більше, ніж 70 місій, проведених у 2023 році. Це переважно супутники, тестування, заміна екіпажу, перевезення вантажів тощо. 

## Адміністрація
На 1 червня 2009 року головою CNSA є Сунь Лайян, призначений на цю посаду в 2004 році. Його заступники Ло Ге та Цзинь Чжуанлун призначені на свої посади в 2005.

## Програми

### Пілотована космонавтика (програма Шеньчжоу)
Робота над програмою пілотованих польотів розпочалась в 1992 році. 15 жовтня 2003 року, 9 годин 00 хвилин, проведений успішний запуск Шеньчжоу-5 з тайкунавтом на борту, корабель вийшов на орбіту і зробив 14 витків навколо Землі, 16 жовтня в 6 годин 23 хвилини капсула корабля благополучно повернулася на заданий посадочний майданчик у Внутрішній Монголії, космонавт Ян Лівей самостійно вибрався з капсули, відчуваючи себе в прекрасній фізичній формі. Китай став третьою державою після Радянського Союзу і США, яка успішно відправила людину до космосу.
Пілотований космічний політ китайські космонавти (тайкунавти) здійснюють на космічних кораблях серії Шеньчжоу. В рамках проекту було запущено 7 КА (з яких останні 3 були пілотованими). В планах Піднебесної створення орбітальної станції. Наступні чотири космічні кораблі будуть запущені в період з 2010 по 2012.

### Дослідження Місяця

запуск Чанье-1 з космодрому Січан

Китайська програма дослідження Місяця складається з трьох етапів:
1. Запуск штучного супутника на орбіту Місяця - 24 листопада 2007 з космодрому Січан було запущено Чанье-1, який пропрацював до 1 березня 2009.
2. Посадка космічного корабля та запущення 2 радіокерованих самохідних апаратів (місяцеходів) для дослідження Місяця - 2012.
3. Доставка місячного ґрунту на Землю - 2017.

По не підтвердженим даним висадка тайкунавта на Місяць та будівництво бази запланована на 2025.

## Космодроми
В даний час CNSA використовує 4 космодроми:
- Січан
- Тайюань
- Веньчан
- Цзюцюань